# Gaspare Traversi
Gaspare Traversi (né à Naples en 1722, mort à Rome en 1770), est un peintre italien du XVIIIe siècle de la période rococo. 

## Biographie
Premier de huit frères, Gaspare Traversi est le fils de Dominique et Margherita Marinello (ou Marinelli). Son style fut influencé par celui de Francesco Solimena son maître, comme le montrent ses peintures à sujet religieux, la Crucifixion en 1748 ou les épisodes de la Vie de la Vierge de l'église Santa Maria de Naples. 
En raison des relations difficiles avec ses confrères et certains clients, Traversi déménagea en 1752 à Rome, dans le quartier de Trastevere, accompagné par sa sœur Catherine et son épouse Rosa Orlandi, en continuant néanmoins à maintenir des contacts avec le milieu napolitain. 
Peintre reconnu dans sa ville natale de Naples, il a aussi peint dans toute l'Italie, y compris à Parme où il séjourna pendant un temps. Il fut principalement actif entre 1732 et 1769 et le contemporain d'autres élèves de Solimena comme Giuseppe Bonito (également un peintre de genre), et Francesco de Mura. 
Les peintures de Traversi représentent généralement des groupes de protagonistes animés qui semblent coincés dans un espace pictural qui peut à peine les contenir. La scène est généralement un dilemme dramatique et controversé. Traversi est un disciple de Giuseppe Crespi et Pietro Longhi, travaillant dans un style emprunté au Caravage. 
Il sut tirer du théâtre contemporain la source de ses compositions, associant les gestes expressifs aux caractéristiques physionomiques des personnages représentés.

## Œuvres
Allemagne
- L'Opération, 1753-54, huile sur toile, 77 × 103 cm, Staatsgalerie, Stuttgart[1]

Etats Unis
- La Musique, série Les Arts, 1755-1760, huile sur toile, 154 × 207 cm, Nelson-Atkins Museum of Art, Kansas City[2]
- La Leçon d'écriture, série Les Arts, 1755-1760, huile sur toile, 154 × 207 cm, Nelson-Atkins Museum of Art, Kansas City[2]
- Sainte Marguerite de Cortona, vers 1758, huile sur toile, 172 × 123 cm, Metropolitan Museum, New York[3]
- Taquiner une fille endormie, vers 1760, huile sur toile, 87 × 108 cm, Metropolitan Museum, New York[4]

France
- La Séance de portrait, vers 1750, huile sur toile, 86 × 108 cm, Musée Magnin, Dijon[5]
- La Séance de pause, 1754, pendant de La Rixe, huile sur toile, 95 × 130 cm, musée du Louvre[6]
- La Rixe, 1754, pendant de la Séance de pause, huile sur toile, 95 × 130 cm, musée du Louvre[7]
- La partie de cartes, musée des beaux-arts de Rouen
- Le Concert, 1760, huile sur toile, 95 × 131 cm, musée des beaux-arts de Rouen[8]
- La Dérision de Noé, 1760, huile sur toile, 77 × 101 cm, musée des beaux-arts de Pau[9]
- Mendiant recroquevillé, Musée d'art et d'histoire de Narbonne[10].

Italie
- Le Blessé, 1752, huile sur toile, 101 × 127 cm, Gallerie dell'Accademia de Venise[11]

Russie
- Lecture de la lettre, 1741-1760, huile sur toile, 105 × 140 cm, Musée de l'Ermitage, Saint-Petersbourg[12]
- La Leçon de musique, 1750-1752, huile sur toile, 55 × 68 cm, Musée de l'Ermitage, Saint-Petersbourg[13]

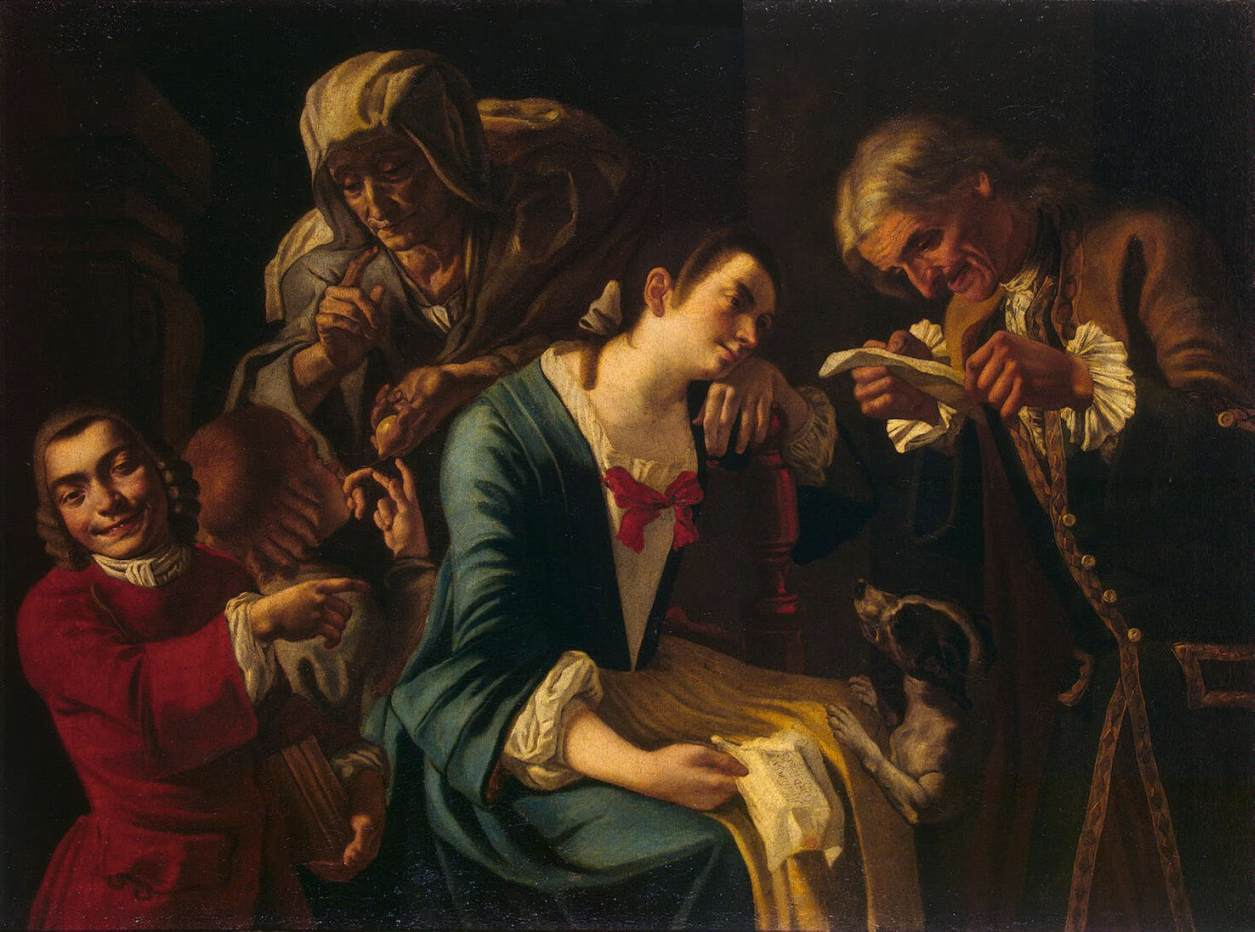
Lecture de la lettre, 1741-1760 Musée de l'Ermitage
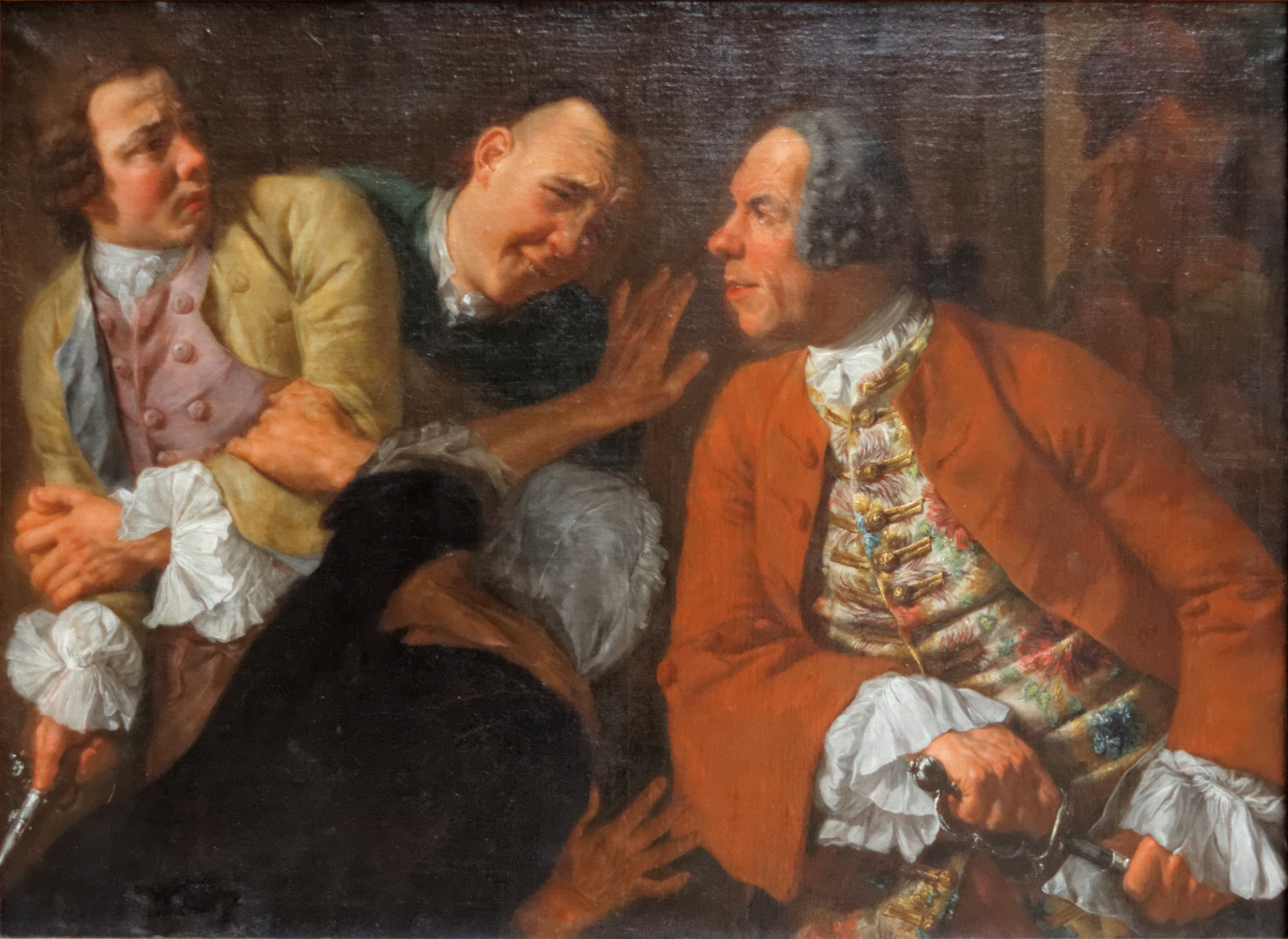
La Rixe, 1754 Musée du Louvre
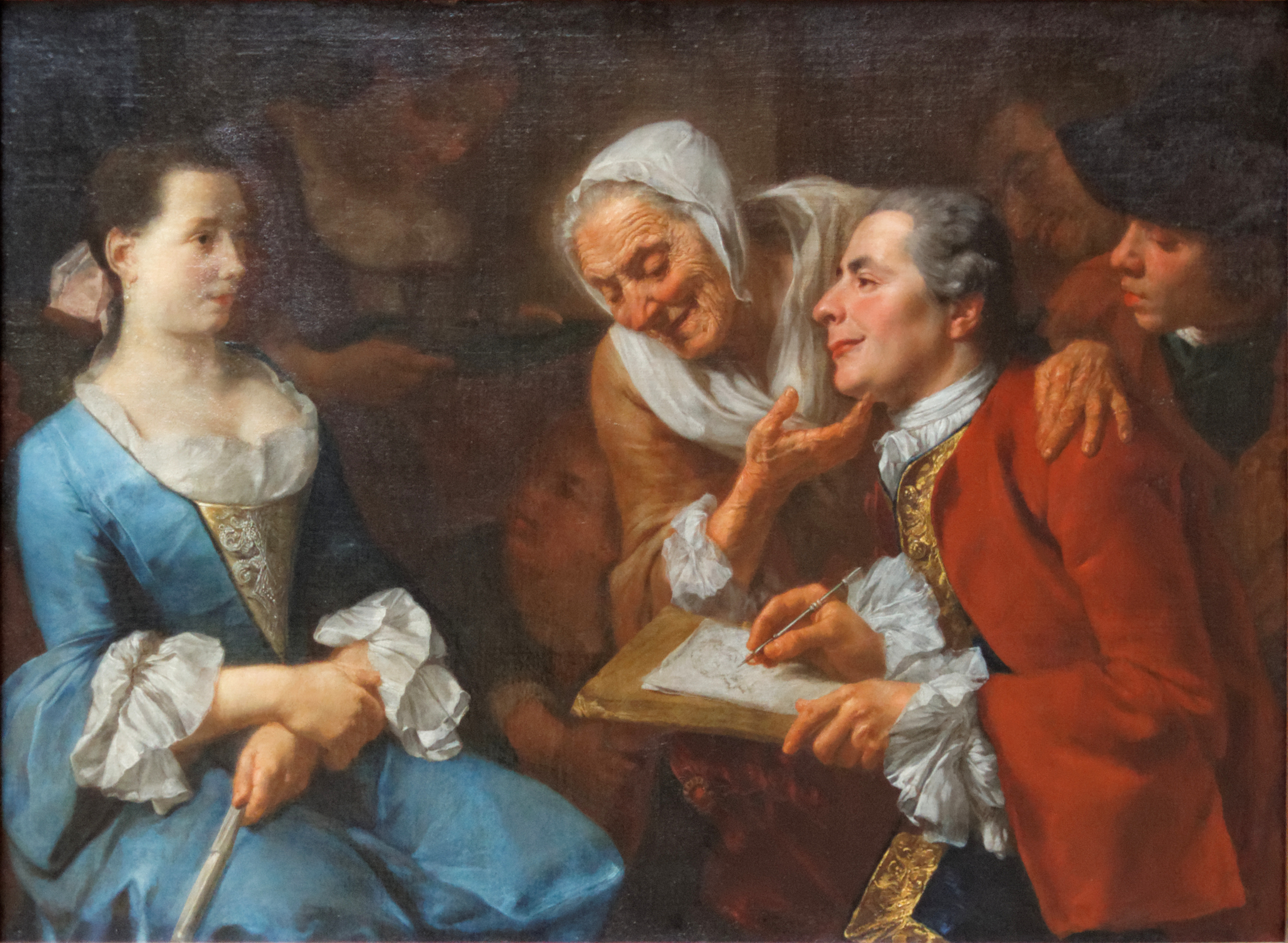
La Séance de pause, 1754 musée du Louvre
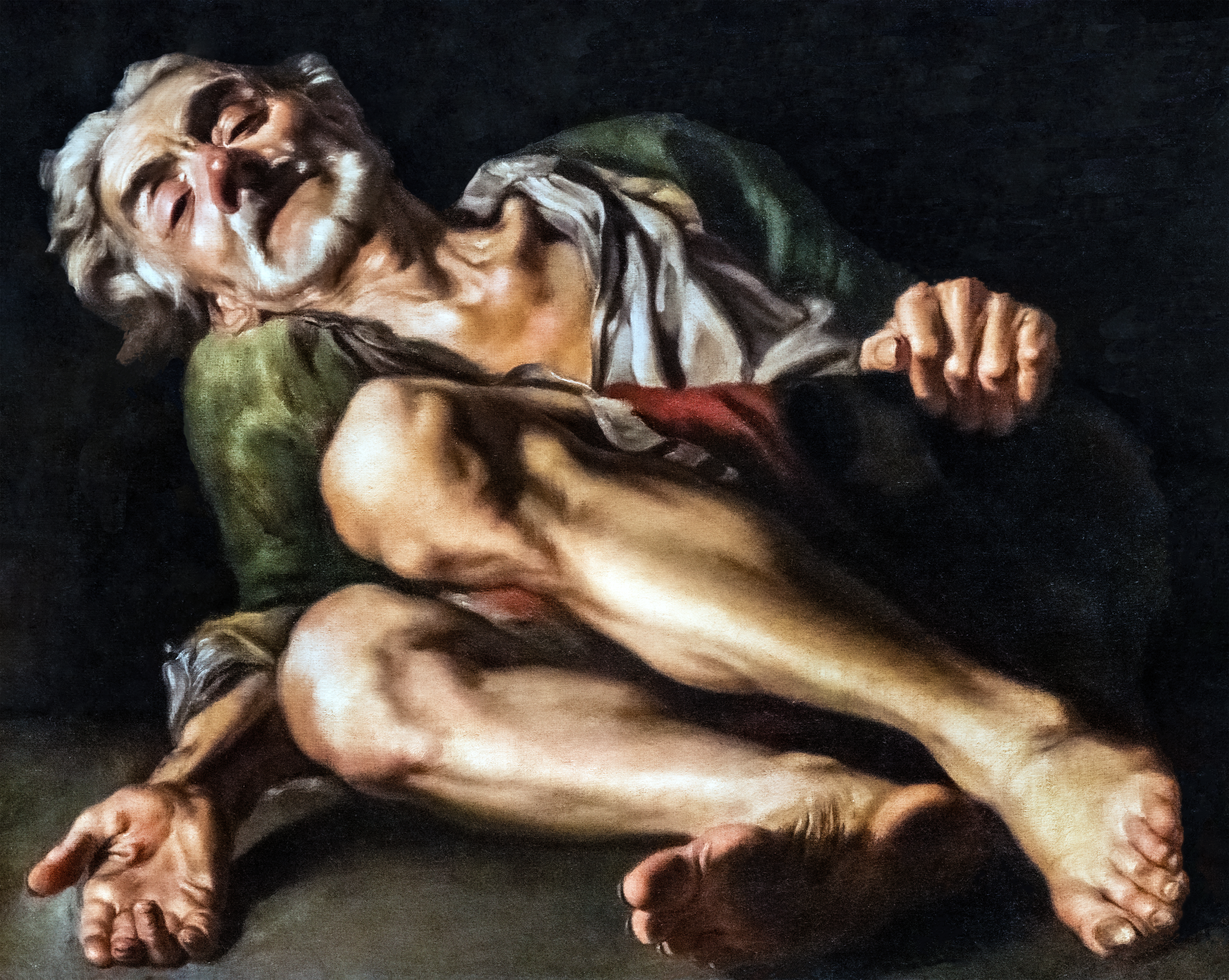
Mendiant recroquevillé, Musée d'art et d'histoire de Narbonne
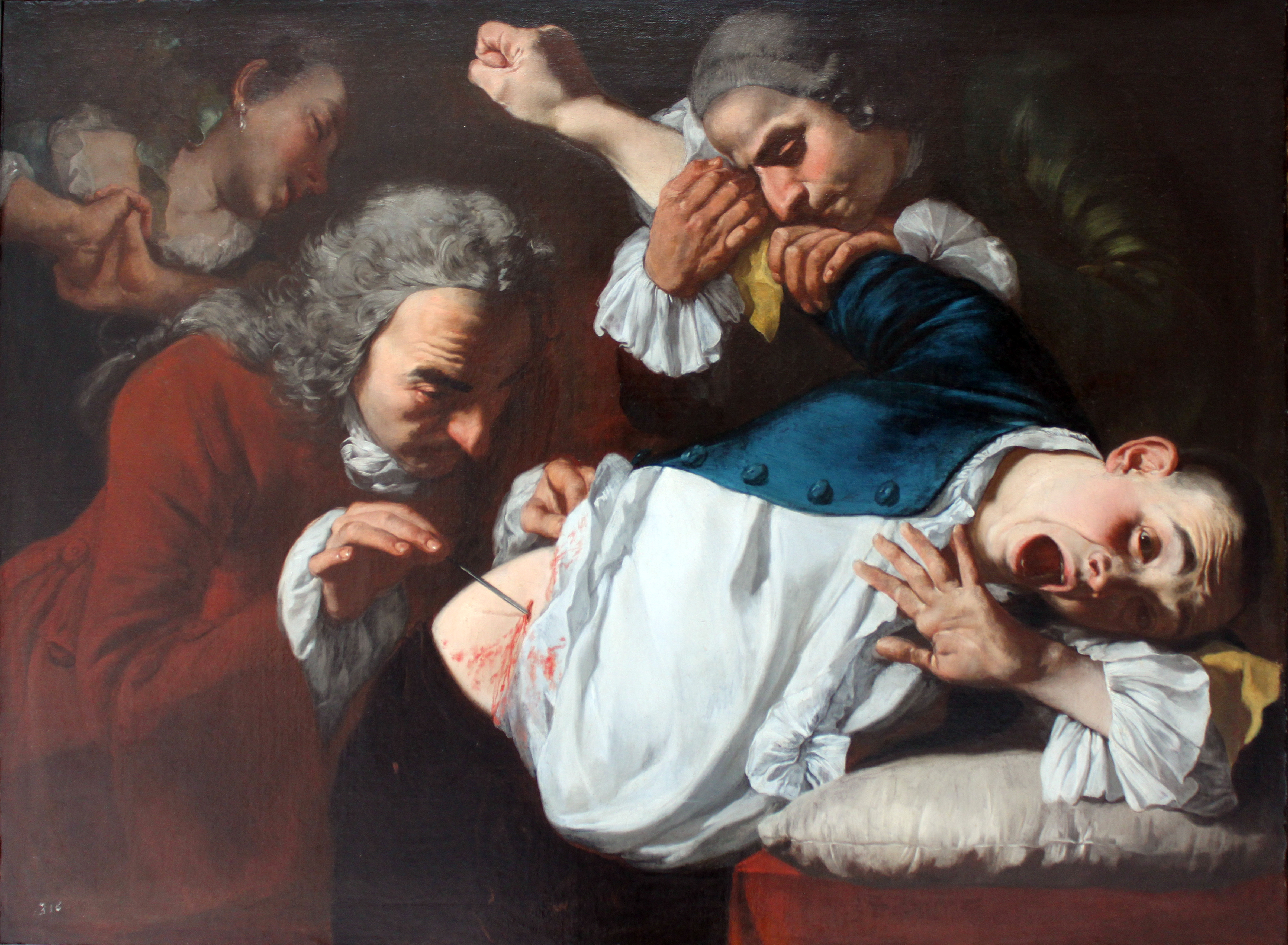
L'Opération, 1753-54 Staatsgalerie, Stuttgart
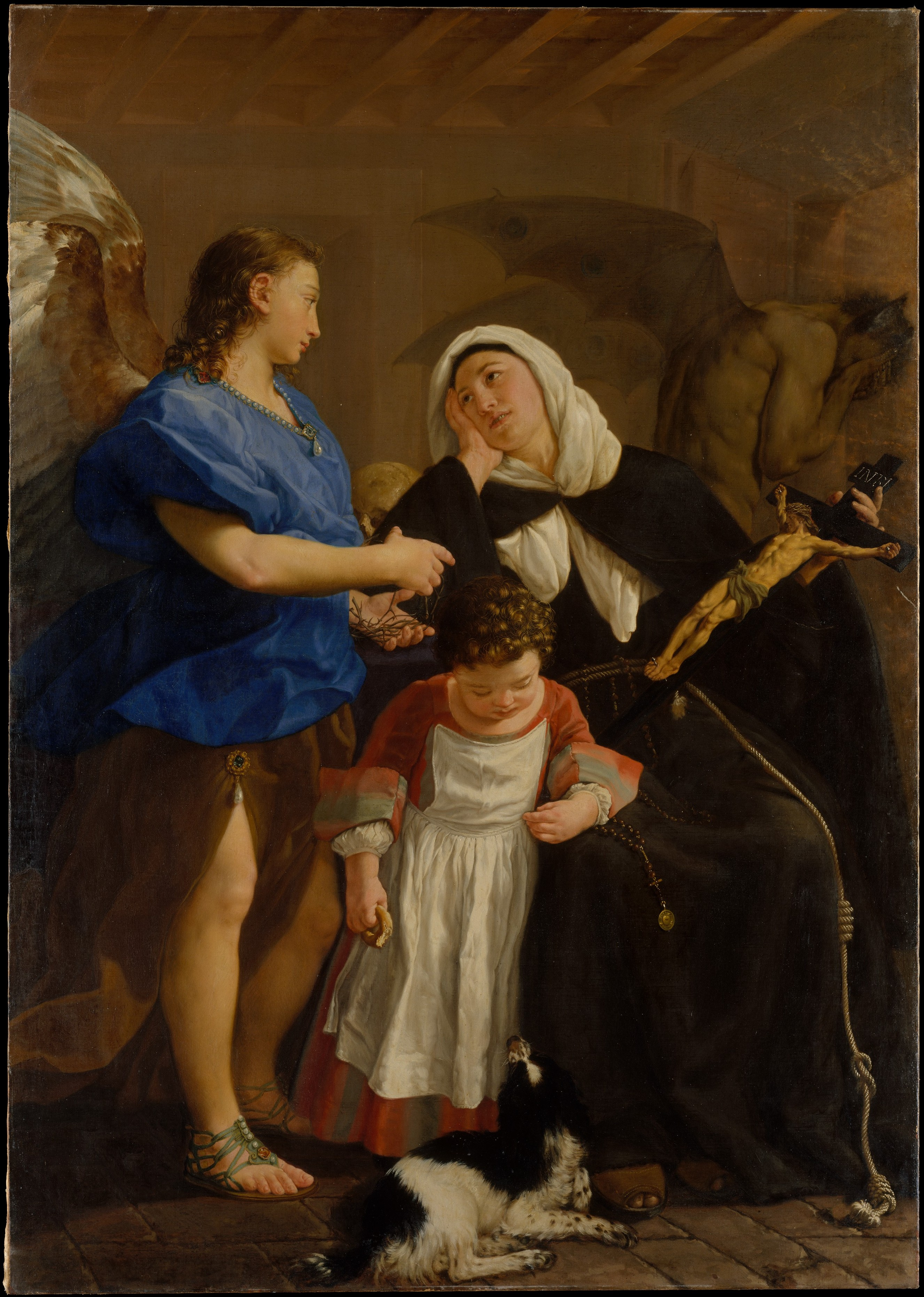
Sainte Marguerite de Cortona , vers 1758, Metropolitan Museum